# Реннер, Бенджамин
Бенджамин Реннер (фр. Benjamin Renner; род. 14 ноября 1983, Франция) — французский мультипликатор, писатель и кинорежиссёр.

## Биография
После школы Реннер посещал подготовительный класс по искусству, а затем учился в Высшей европейской школе изображения в Ангулеме. Он завершил обучение с получением Национального диплома пластического искусства (DNAP) по специальности «комиксы». Затем он учился в анимационной школе La Poudrière в Валансе.
После окончания учёбы он работал художественным руководителем мультфильма «Эрнест и Селестина: Приключения мышки и медведя». Продюсер Дидье Бруннер вскоре попросил его стать режиссёром мультфильма вместе с Венсаном Патаром и Стефаном Обье. Мультфильм получил несколько наград.
С 2008 года Реннер ведёт блог под псевдонимом Reineke, где размещает комиксы. Короткие юмористические истории рассказывают о группе сельскохозяйственных животных. Независимое издательство Vraoum! в 2011 году опубликовало рассказ Реннера, основанный на блоге. В издательстве Delcourt он опубликовал комикс «Большой плохой лис» из той же вселенной. Книга получила несколько наград. Он также экспериментировал с мультипликационной версией комикса в качестве рекламной акции издателя. В итоге комиксы были адаптированы в виде анимационного фильма, где Реннер работал с Патриком Имбером. В 2023 году Реннер создал мультфильм «Миграция» компании Illumination о миграции семьи крякв.

## Избранная фильмография
Режиссёр
- 2007: Мышиный хвост (дипломный фильм, короткометражный фильм)
- 2012: Эрнест и Селестина: Приключения мышки и медведя
- 2017: Большой злой лис и другие сказки
- 2023: Миграция

Сценарист
- 2017: Большой злой лис и другие сказки
- 2023: Миграция

Мультипликатор
- 2007: Жизнь животных (короткометражный фильм)
- 2015: Бах-бах! (короткометражный фильм)
- 2014: Махни крылом

## Избранная библиография
- Reineke. Un bébé à livrer (фр.). — Vraoum !, 2011. — 304 p. — ISBN 978-2-915920-55-0.
- Benjamin Renner. Le grand méchant renard (фр.). — Delcourt, 2015. — 183 p. — ISBN 978-2-7560-5124-6.